# Маунт Виктори (Охајо)
Маунт Виктори (енгл. Mount Victory) град је у америчкој савезној држави Охајо.

## Демографија
По попису из 2010. године број становника је 627, што је 27 (4,5%) становника више него 2000. године.
| Група             | 2000.       | 2010.       |
| Белци             | 589 (98,2%) | 612 (97,6%) |
| Афроамериканци    | 1 (0,2%)    | 4 (0,6%)    |
| Азијати           | 0 (0,0%)    | 3 (0,5%)    |
| Хиспаноамериканци | 5 (0,8%)    | 7 (1,1%)    |
| Укупно            | 600         | 627         |